# Lista ssaków Czech

Czechy

Oto lista gatunków ssaków zarejestrowanych w Czechach. W Republice Czeskiej występuje 71 gatunków ssaków, wśród których 1 jest zagrożony, 6 jest narażonych na wyginięcie, zaś 4 są bliskie zagrożeniu. Poniższe skróty zostały użyte do oznaczenia statusu ochrony każdego gatunku wg IUCN.
| Skrót | Rozwinięcie          | Typ zagrożenia                                    |
| ----- | -------------------- | ------------------------------------------------- |
| EX    | wymarły              | gatunki wymarłe                                   |
| EW    | wymarły na wolności  | wymarłe w stanie dzikim                           |
| CR    | krytycznie zagrożone | najbardziej zagrożone gatunki                     |
| EN    | zagrożone            | wysokie ryzyko wymarcia w niedalekiej przyszłości |
| VU    | narażone             | mogą wymrzeć stosunkowo niedługo                  |
| NT    | bliskie zagrożenia   | gatunki bliskie zaliczenia do kategorii narażone  |
| LC    | najmniejszej troski  | gatunki pospolite, szeroko rozprzestrzenione      |
| DD    | brak danych          | trudne do określenia                              |

W opisie niektórych gatunków użyte zostały starsze kryteria.
| Skrót | Rozwinięcie                         | Typ zagrożenia |
| ----- | ----------------------------------- | --- |
| LR/cd | Niższe ryzyko / ochrona             | Gatunki, na których koncentrowały się programy ochrony i mogły zostać przeniesione do kategorii podwyższonego ryzyka, w sytuacji gdy program ten został przerwany. |
| LR/nt | Niższe ryzyko / bliskie zagrożenia  | Gatunki bliskie uznania za narażone, nie objęte żadnym programem.                                                                                                  |
| LR/lc | Niższe ryzyko / najmniejszej troski | Gatunki z nieokreślonym ryzykiem. |

## Podgromada:żyworodne

### Podklasa:ssaki wyższe

#### Rząd:Rodentia(gryzonie)
- Podrząd: Sciurognathi
  - Rodzina: Castoridae (bobrowate)
    - Rodzaj: Castor

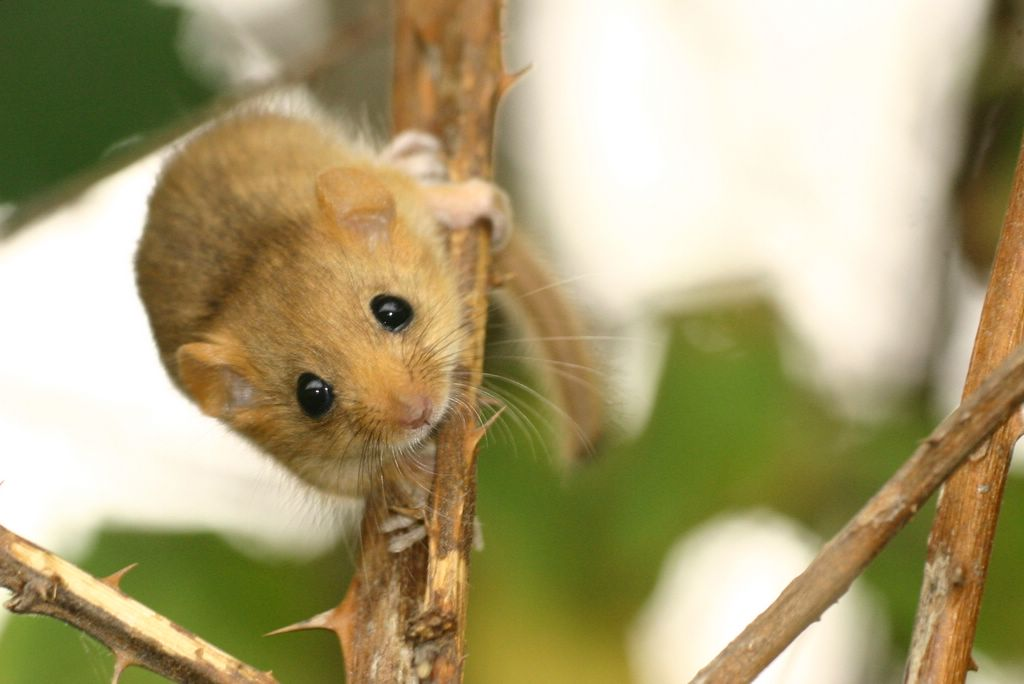
Orzesznica leszczynowa

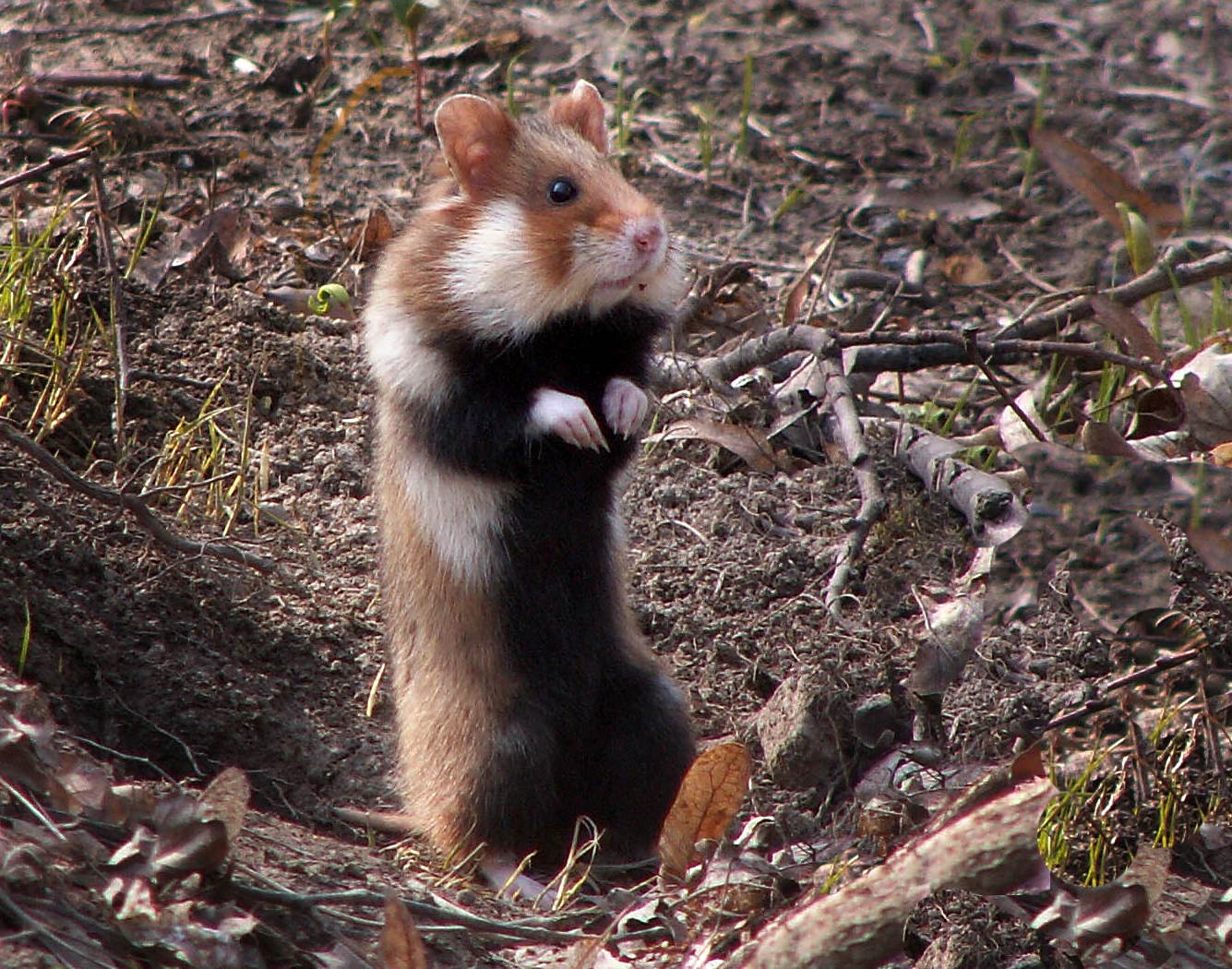
Chomik europejski

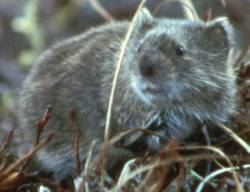
Nornik północny

      - Bóbr europejski Castor fiber LC[1]

  - Rodzina: Sciuridae (wiewiórkowate)
    - Podrodzina: Sciurinae (wiewiórki)
      - Rodzaj: Sciurus (wiewiórka)
        - Wiewiórka pospolita Sciurus vulgaris LC[2]

    - Podrodzina: Xerinae (afrowiórki)
      - Rodzaj: Marmota (świstak)
        - Świstak alpejski Marmota marmota LC

      - Rodzaj: Spermophilus (suseł)
        - Suseł moręgowany Spermophilus citellus VU

  - Rodzina: Gliridae (popielicowate)
    - Podrodzina: Leithiinae (koszatki)
      - Rodzaj: Dryomys (koszatka)
        - Koszatka leśna Dryomys nitedula LC

      - Rodzaj: Eliomys (żołędnica)
        - Żołędnica europejska Eliomys quercinus NT[3]

      - Rodzaj: Muscardinus (orzesznica)
        - Orzesznica leszczynowa Muscardinus avellanarius LC

    - Podrodzina: Glirinae (popielice)
      - Rodzaj: Glis (popielica)
        - Popielica szara Glis glis LC

  - Rodzina: Dipodidae (skoczkowate)
    - Podrodzina: Sicistinae (smużki)
      - Rodzaj: Sicista (smużka)
        - Smużka leśna Sicista betulina LC

  - Rodzina: Cricetidae (chomikowate)
    - Podrodzina: Cricetinae (chomiki)
      - Rodzaj: Cricetus
        - Chomik europejski Cricetus cricetus LC

    - Podrodzina: Arvicolinae (karczowniki)
      - Rodzaj: Arvicola (karczownik)
        - Karczownik ziemnowodny Arvicola amphibius LC[4]

      - Rodzaj: Chionomys (śnieżnik)
        - Śnieżnik europejski Chionomys nivalis LC

      - Rodzaj: Myodes (nornica)
        - Nornica ruda Clethrionomys glareolus LC

      - Rodzaj: Microtus (nornik)
        - Nornik bury Microtus agrestis LC
        - Nornik zwyczajny Microtus arvalis LC
        - Nornik północny Microtus oeconomus LC

  - Rodzina: Muridae (myszy, szczury, norki, myszoskoczki, chomiki)
    - Podrodzina: Murinae (myszy właściwe)
      - Rodzaj: Apodemus (myszarka)
        - Myszarka zaroślowa Apodemus sylvaticus LC
        - Myszarka zielna Apodemus uralensis LC

      - Rodzaj: Micromys (badylarka)
        - Badylarka pospolita Micromys minutus LC

      - Rodzaj: Mys (mysz)
        - Mysz południowa Mus spicilegus LC

#### Rząd:Lagomorpha(zajęczaki)

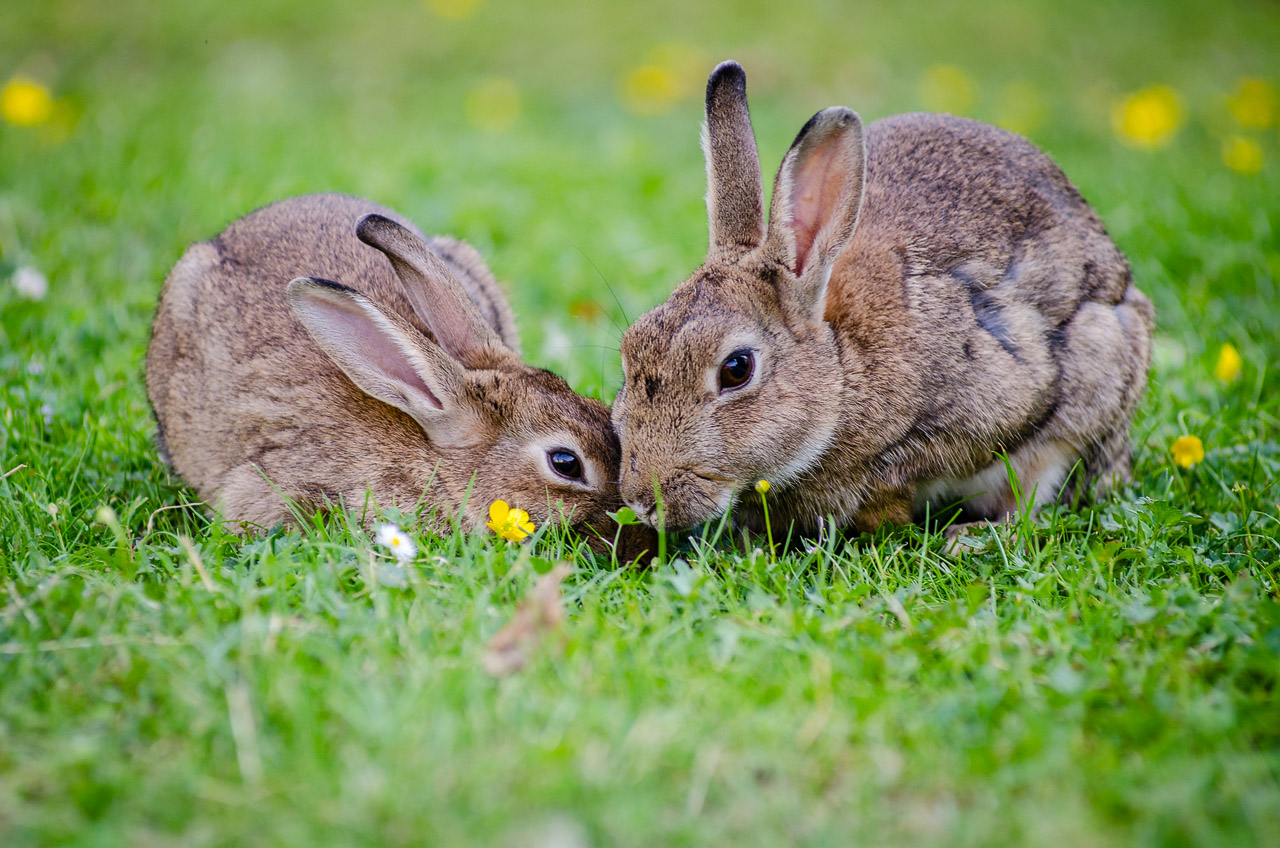
Królik europejski

Do rzędu należą dwie rodziny: Leporidae (zające i króliki) i Ochotonidae (szczekuszki). Chociaż mogą przypominać gryzonie, różnią się od nich wieloma cechami fizycznymi, takimi jak posiadanie czterech siekaczy w szczęce górnej, a nie dwóch.
- - Rodzina: Leporidae (króliki, zające)
    - Rodzaj: Lepus
      - Zając szarak Lepus europaeus LC[5]

    - Rodzaj: Oryctolagus (królik)
      - Królik europejski Oryctolagus cuniculus LC

#### Rząd:Erinaceomorpha(jeże)

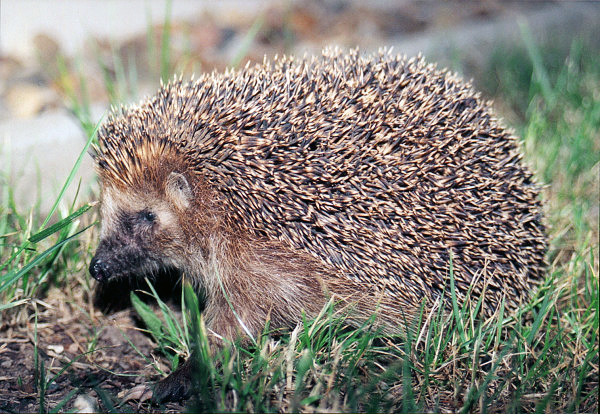
Jeż zachodni

Rząd jeżokształtnych zawiera jedną rodzinę, Erinaceidae, która obejmuje jeże i gołyszki. Jeże łatwo rozpoznać po ich kolcach, zaś ssaki z podrodziny Galericinae przypominają duże szczury.
- - Rodzina: Erinaceidae (jeżowate)
    - Podrodzina: Erinaceinae (jeże)
      - Rodzaj: Erinaceus (jeż)
        - Jeż wschodni Erinaceus roumanicus LC
        - Jeż zachodni Erinaceus europaeus LC[6]

#### Rząd:Soricomorpha(ryjówki, krety i myszoryjki)

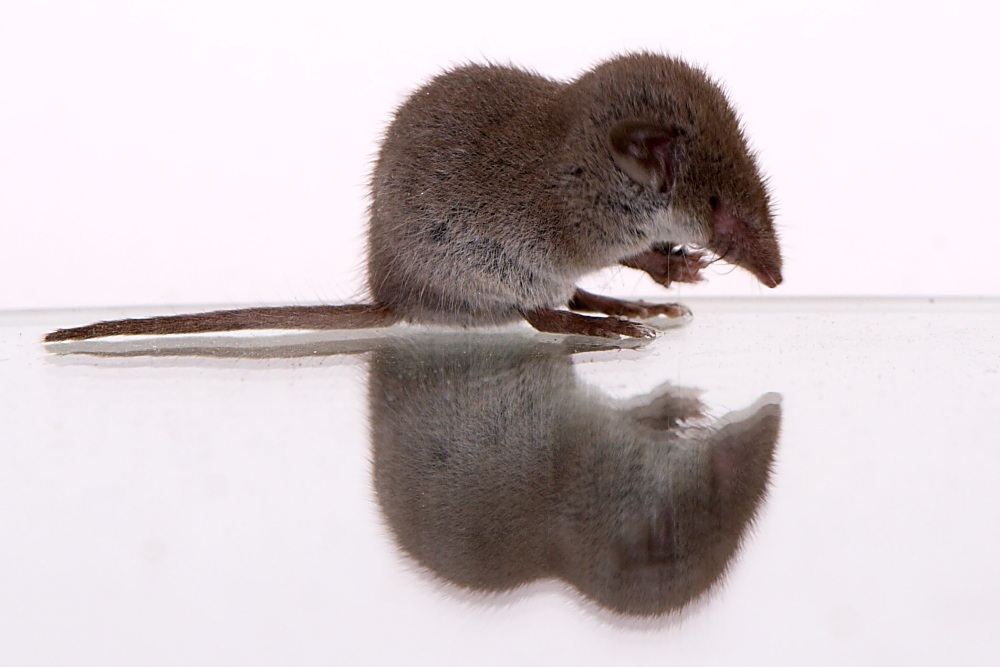
Zębiełek karliczek

Ryjówkokształtne są ssakami owadożernymi. Sorki i almikowate przypominają myszy, zaś kretowate są masywnymi kopaczami.
- Rodzina: Soricidae (ryjówkowate, sorki)
  - Podrodzina: Crocidurinae (zębiełki)
    -       - Rodzaj: Crocidura (zębiełek)
        - Zębiełek białawy Crocidura leucodon LR/lc
        - Zębiełek myszaty Crocidura russula LC
        - Zębiełek karliczek Crocidura suaveolens LR/lc

  - Podrodzina: Soricinae (ryjówki)
    - Plemię: Nectogalini (wodoryjki)
      - Rodzaj: Neomys (rzęsorek)
        - Rzęsorek mniejszy Neomys anomalus LR/lc
        - Rzęsorek rzeczek Neomys fodiens LR/lc

    - Plemię: Soricini (ryjówki)
      - Rodzaj: Sorex (ryjówka)
        - Ryjówka górska Sorex alpinus LR/lc
        - Ryjówka aksamitna Sorex araneus LR/lc
        - Ryjówka malutka Sorex minutus LR/lc
- Rodzina: Talpidae (kretowate)
  - Podrodzina: Talpinae (krety)
    - Plemię: Talpini
      - Rodzaj: Talpa (kret)
        - Kret europejski Talpa europaea LR/lc

#### Rząd:Chiroptera(nietoperze)

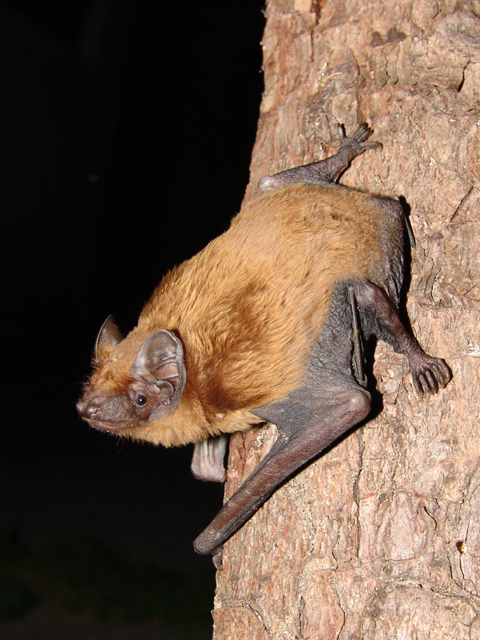
Borowiec wielki

Najbardziej charakterystyczną cechą nietoperzy jest to, że ich przednie kończyny rozwinęły się w skrzydła, co czyni je jedynymi ssakami zdolnymi do latania. Gatunki nietoperzy stanowią około 20% wszystkich ssaków.
- Rodzina: Vespertilionidae (mroczkowate)
  - Podrodzina: Myotinae (nocki)
    - Rodzaj: Myotis (nocek)
      - Nocek Bechsteina Myotis bechsteinii NT[7]
      - Nocek łydkowłosy Myotis dasycneme NT[8]
      - Nocek duży Myotis myotis LC[9]
      - Nocek Brandta Myotis brandti LC
      - Nocek rudy Myotis daubentonii LC
      - Nocek orzęsiony Myotis emarginatus LC
      - Nocek wąsatek Myotis mystacinus LC
      - Nocek Natterera Myotis nattereri LC

  - Podrodzina: Vespertilioninae (mroczki)
    - Rodzaj: Barbastella (mopek)
      - Mopek zachodni Barbastella barbastellus VU

    - Rodzaj: Eptesicus (mroczek)
      - Mroczek pozłocisty Eptesicus nilssonii LC
      - Mroczek późny Eptesicus serotinus LC

    - Rodzaj: Nyctalus (borowiec)
      - Borowiec leśny Nyctalus leisleri LC[10]
      - Borowiec wielki Nyctalus noctula LC[11]

    - Rodzaj: Pipistrellus (karlik)
      - Karlik większy Pipistrellus nathusii LC[12]
      - Karlik malutki Pipistrellus pipistrellus LC

    - Rodzaj: Plecotus (gacek)
      - Gacek brunatny Plecotus auritus LC
      - Gacek szary Plecotus austriacus LC

    - Rodzaj: Vespertilio (mroczak)
      - Mroczak posrebrzany Vespertilio murinus LC
- Rodzina: Rhinolophidae (podkowcowate)
  - Podrodzina: Rhinolophinae
    - Rodzaj: Rhinolophus (podkowiec)
      - Podkowiec duży Rhinolophus ferrumequinum LC
      - Podkowiec mały Rhinolophus hipposideros LC

#### Rząd:Carnivora(drapieżne)

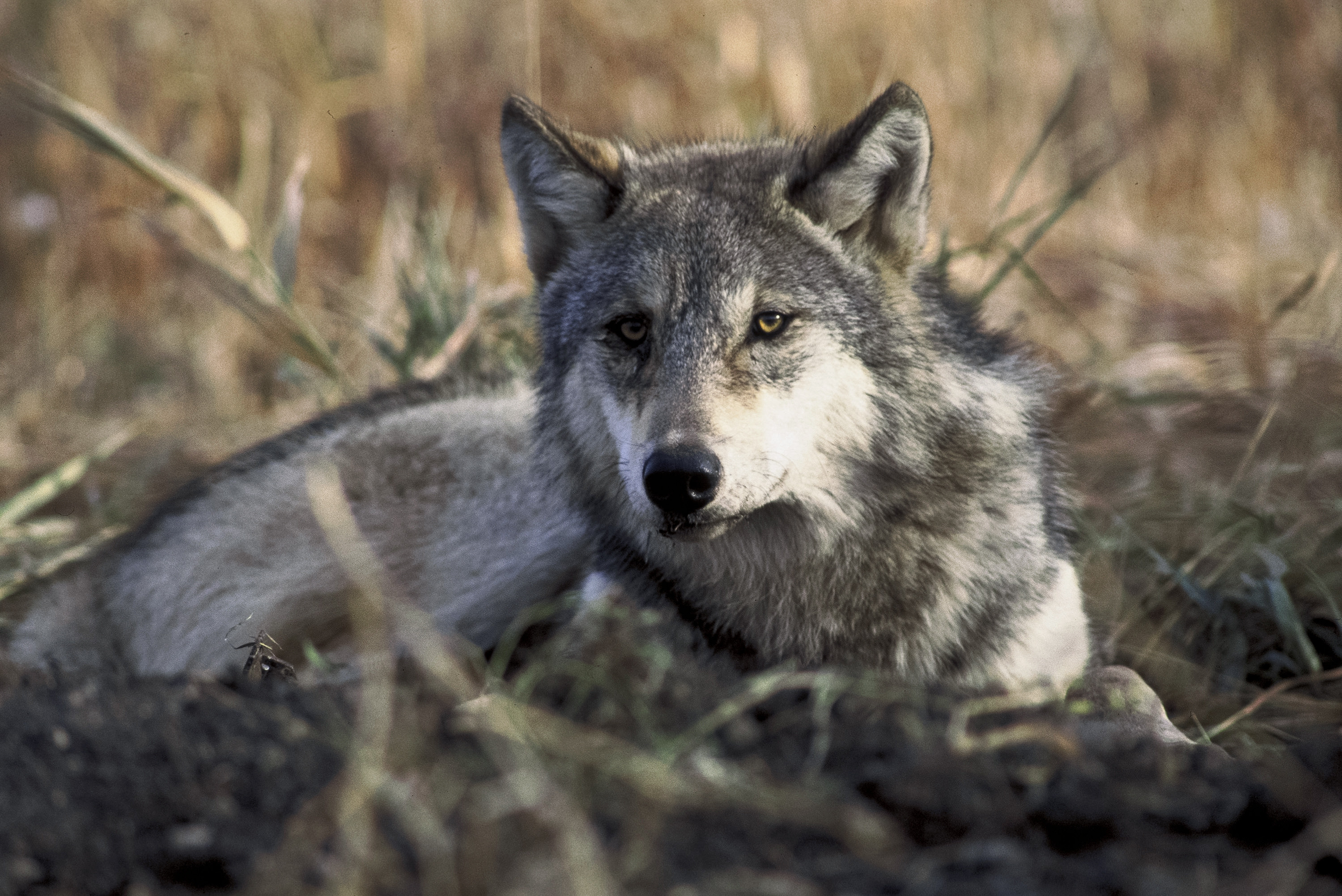
Wilk szary

Istnieje ponad 260 gatunków drapieżnych, z których większość żywi się głównie mięsem. Posiadają charakterystyczny kształt czaszki i uzębienie.
- Podrząd: Feliformia (kotokształtne)

- - Rodzina: Felidae (kotowate)
    - Podrodzina: Felinae (koty)
      - Rodzaj: Felis (kot)
        - Żbik europejski Felis silvestris LC

      - Rodzaj: Lynx (ryś)
        - Ryś euroazjatycki Lynx lynx LC[13]

- Podrząd: Caniformia (psokształtne)
  - Rodzina: Canidae (psowate)
    - Rodzaj: Canis (wilk)
      - Wilk szary Canis lupus LC[14]
      - Szakal złocisty Canis aureus LC[15]

    - Rodzaj: Vulpes (lis)
      - Lis rudy Vulpes vulpes LC[16]

  - Rodzina: Ursidae (niedźwiedziowate)
    - Rodzaj: Ursus (niedźwiedź)
      - Niedźwiedź brunatny Ursus arctos LC[17]

  - Rodzina: Mustelidae (łasicowate)
    - Rodzaj: Mustela (łasica)
      - Norka europejska Mustela lutreola CR[18]
      - Gronostaj europejski Mustela erminea LC
      - Tchórz stepowy Mustela eversmanii LC
      - Łasica pospolita Mustela nivalis LC[19]
      - Tchórz zwyczajny Mustela putorius LC

    - Rodzaj: Martes (kuna)
      - Kuna domowa Martes foina LC[20]
      - Kuna leśna Martes martes LC

    - Rodzaj: Meles (borsuk)
      - Borsuk europejski Meles meles LC[21]

    - Rodzaj: Lutra (wydra)
      - Wydra europejska Lutra lutra NT[22]

#### Rząd:Artiodactyla(parzystokopytne)

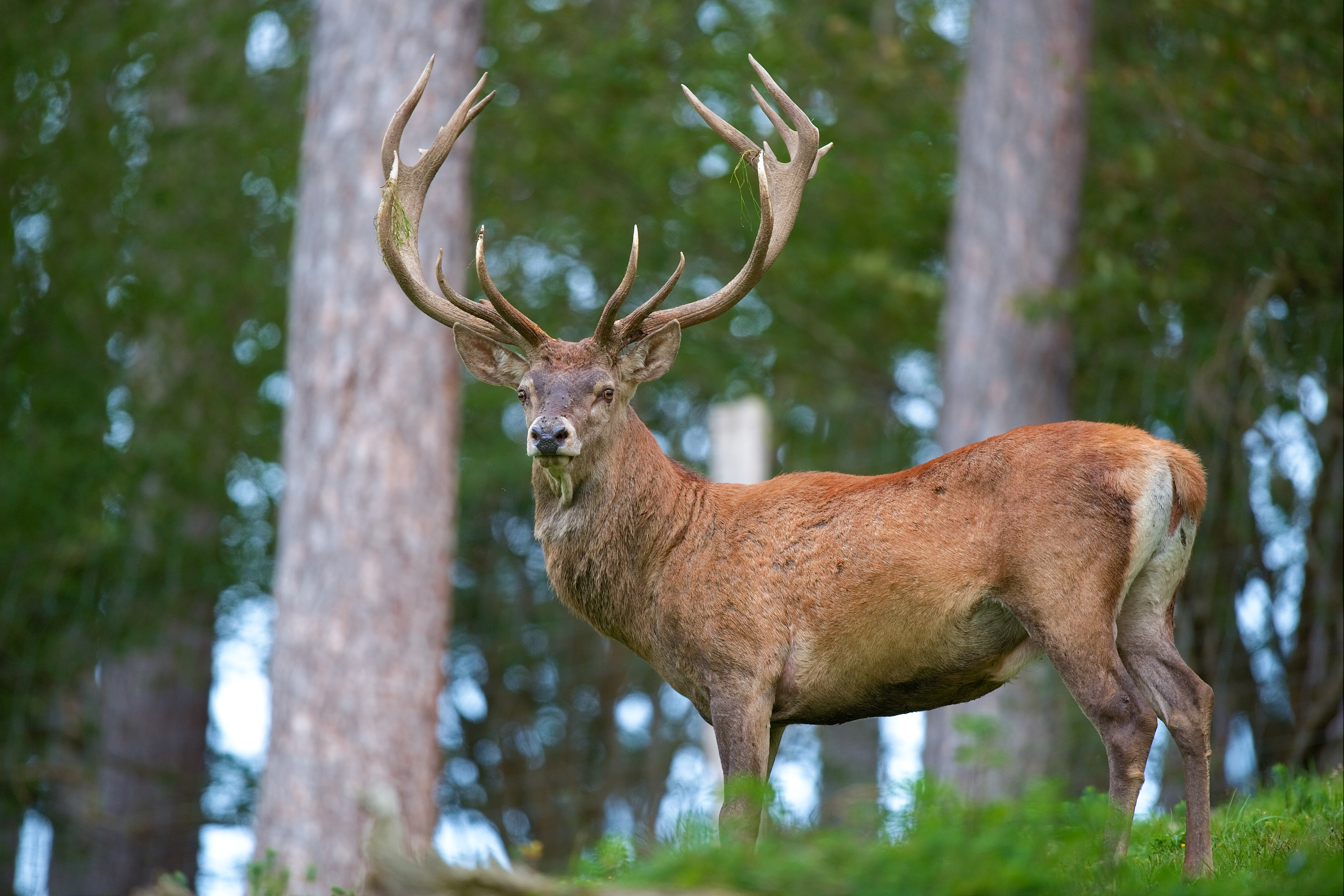
Jeleń szlachetny

Cechą parzystokopytnych jest obecność dwóch wyraźnie większych palców (trzeci i czwarty) zakończonych racicami. Są zwierzętami głównie roślinożernymi, rzadziej wszystkożernymi.
- - Rodzina: Suidae (świniowate)
    - Podrodzina: Suinae (świnie)
      - Rodzaj: Sus (świnia)
        - Dzik euroazjatycki Sus scrofa LC

  - Rodzina: Cervidae (jeleniowate)
    - Podrodzina: Cervinae (jelenie)
      - Rodzaj: Cervus (jeleń)
        - Jeleń szlachetny Cervus elaphus LC

    - Podrodzina: Capreolinae (sarny)
      - Rodzaj: Capreolus (sarna)
        - Sarna europejska Capreolus capreolus LC[23]

      - Rodzaj: Alces (łoś)
        - Łoś euroazjatycki Alces alces LC